# Coltauco
Coltauco ist eine Stadt ca. 5.500 und eine Gemeinde mit ca. 20.000 Einwohnern in der Provinz Cachapoal in der Región del Libertador General Bernardo O’Higgins in Chile. Die Gemeinde erstreckt sich über eine Fläche von 224,7 km².
Die Gemeinde besteht aus den Städten bzw. Dörfern Hijuela del Medio, Los Bronces, Puren, Parral de Puren, El Molino, Montegrande, Parral, Rinconada de Parral, Loreto, Almendro, Coltauco Centro, Lo Ulloa, San Luis, Idahuillo, Idahue, Rinconada de Idahue, Pampa de Idahue und Cuesta de Idahue.

## Name
Der Name Coltauco bedeutet „Kaulquappenwasser“. In der Sprache Mapudungun kommt es von Koltrawko, das die Wörter koltraw/kolchaw (Kaulquappe) und ko (Wasser) verbindet. Die Ureinwohner Promaucaes oder Picunches, die dieses Gebiet bewohnten, gaben diesen Namen aufgrund der Vielzahl der vorhandenen Bäche, Bäche, Quellen, Sümpfe und Feuchtgebiete.

## Lage
Coltauco liegt am Río Cachapoal in einer Höhe von ca. 245 m. Die Hauptstadt Santiago de Chile ist etwa 125 km (Fahrtstrecke) in nördlicher Richtung entfernt.

## Bevölkerung

### Stadt
| Jahr      | 1992 | 2002 | 2017 |
| Einwohner | 2850 | 4758 | 5532 |

### Gemeinde
| Jahr      | 2002   | 2012   | 2023   |
| Einwohner | 16.892 | 19.152 | 21.936 |

Das leichte Bevölkerungswachstum von Stadt und Gemeinde beruht im Wesentlichen aus der Zuwanderung von Familien aus den Dörfern des Umlandes.

## Wirtschaft
Die Wirtschaft der Gemeinde basiert weitgehend auf der Basis der Selbstversorgung.

## Geschichte
Der Ort entstand im 18. Jahrhundert aus einer Hazienda; er gehörte zur Pfarrei (parroquía) von Peumo und erhielt erst im Jahr 1824 seine Eigenständigkeit. Siebzig Jahre später wurde der Ort zu einer Gemeinde (comuna).